# روس ماكنزي
روس ماكنزي (بالإنجليزية: Ross McKenzie)‏ (16 مارس 1983 بدندي في المملكة المتحدة - ) هو لاعب كرة قدم نيوزلندي في مركز الوسط. لعب مع WaiBOP United ‏.

## وصلات خارجية
- روس ماكنزي على موقع قاعدة بيانات كرة القدم.إي يو (الإنجليزية)
- روس ماكنزي على موقع Soccerway.com (الإنجليزية)